# Paula Taylor
Punlapa Margaret Taylor ou Paula Taylor (Thai: พอลล่า เทเลอร์) ou Punlapa Supa-aksorn (Thai: พัลลภา ศุภอักษร; RTGS: Phanlapha Suppha-akson), née le 20 janvier 1983 à Bangkok, est une mannequin et une actrice thaïlandaise.

## Biographie
Paula Taylor naît à Bangkok puis grandit chez son père en Australie.
En 1996, âgée de 13 ans, alors qu'elle rend visite à sa famille en Thaïlande, elle est remarquée et embauchée sous contrat par une agence de mannequins. Elle travaille ensuite dans un programme musical de Channel 5.
En 2007, elle participe avec son petit-ami à l'émission de télé-réalité Amazing Race Asia : elle perd la compétition mais sa participation renforce sa visibilité.
Paula Taylor se marie en 2010 avec l'homme d'affaires anglo-chinois Edward Buttery. Ils ont deux enfants, Lyla Jane et Luca.
En 2013, Paula Taylor devient amie du Fonds des Nations unies pour l'enfance (UNICEF) et milite avec Nichkhun Horvejkul, le célèbre chanteur et rappeur du boys band sud-coréen de six membres, 2PM.

## Filmographie
- 2002 : 999-9999 (ต่อ ติด ตาย)
- 2003 : Sexphone & the Lonely Wave (Sexphone / คลื่นเหงา / สาวข้างบ้าน)
- 2006 : Magnificent Five (พระ เด็ก เสือ ไก่ วอก)
- 2006 : The Memory (รักจัง)
- 2009 : Love on Line (LOL)
- 2010 : The Little Comedian (บ้านฉัน..ตลกไว้ก่อน (พ่อสอนไว้))
- 2010 : Song Pradtana
- 2011 : Hell Gate (Shadows)
- 2011 : บ้านฉัน..ตลกไว้ก่อน (พ่อสอนไว้)
- 2014 : The Parallel (ร่าง)